# اولیووس
اولیووس (به اسپانیایی: Olivos) شهری در کشور آرژانتین، استان بوئنوس آیرس است که در سال ۲۰۰۹ میلادی، حدود ۷۵٬۵۲۷ نفر جمعیت داشته است.